# 科隆主教座堂
科隆主教座堂（德語：Kölner Dom，發音：[ˌkœlnɐ ˈdoːm] ⓘ、全名：Hohe Domkirche St. Peter und Maria），也稱科隆大教堂，位於德國科隆的一座天主教主教座堂，它是科隆市的標誌建筑物。157米高的钟楼使得它成为德国第二（仅次于乌尔姆市的烏爾姆主教座堂）、世界第三高的教堂，另外也是世界上第三大的哥特式教堂（前两位是塞维利亚主教座堂和米兰主教座堂），曾是世界最高教堂、以及1880年至1888年间的世界最高建筑。
科隆主教座堂的建造始於1248年，它以法國蘭斯主教堂和亚眠主教座堂為範本，是德国第一座完全按照法国哥特盛期样式建造的教堂。然而工程時斷時續，至1880年才由德皇威廉一世宣告完工，耗时超過600年，直到今日仍然修繕工程不斷。艺术史专家认为，該教堂完美地结合了所有中世纪哥特式建筑和装饰元素，因此聯合國教科文組織于1996年将其列為世界文化遺產，目前仍是德国最受欢迎的旅游景点，平均每天吸引20,000位遊客到訪參觀 ，目前科隆主教座堂隸屬於天主教科隆总教区，是科隆總主教的主教座堂。

## 历史

### 前身
根据考古发现，教堂原址在罗马帝国占领时期是普通民居。从公元4世纪末或5世纪初起，在这个位置上开始建起了小规模的教堂。之后教堂不断扩建和改建，直到873年9月27日老教堂正式落成——今日科隆主教座堂的前身。这座教堂在1248年4月30日的一场火灾中几乎毁坏殆尽。

### 建造
1164年，神圣罗马帝国皇帝腓特烈一世将原存放于米兰主教教堂的“三王圣龛”（存放东方三博士的遗骨）赠给科隆大主教Rainald von Dassel。由此，各地来科隆朝圣的信徒骤增，原先的老教堂难以承受。1225年开始，建造新教堂的计划提上日程。
1248年8月15日，新教堂在科隆大主教Konrad von Hochstaden的主持下开土动工。建筑为哥特式，由建筑师Gerhard von Rile以法国亚眠的主教座堂为蓝本设计。之后建造工程时断时续，1560年因为资金原因完全停工。于是，未完工的主教座堂统治了科隆的城市轮廓线300多年。

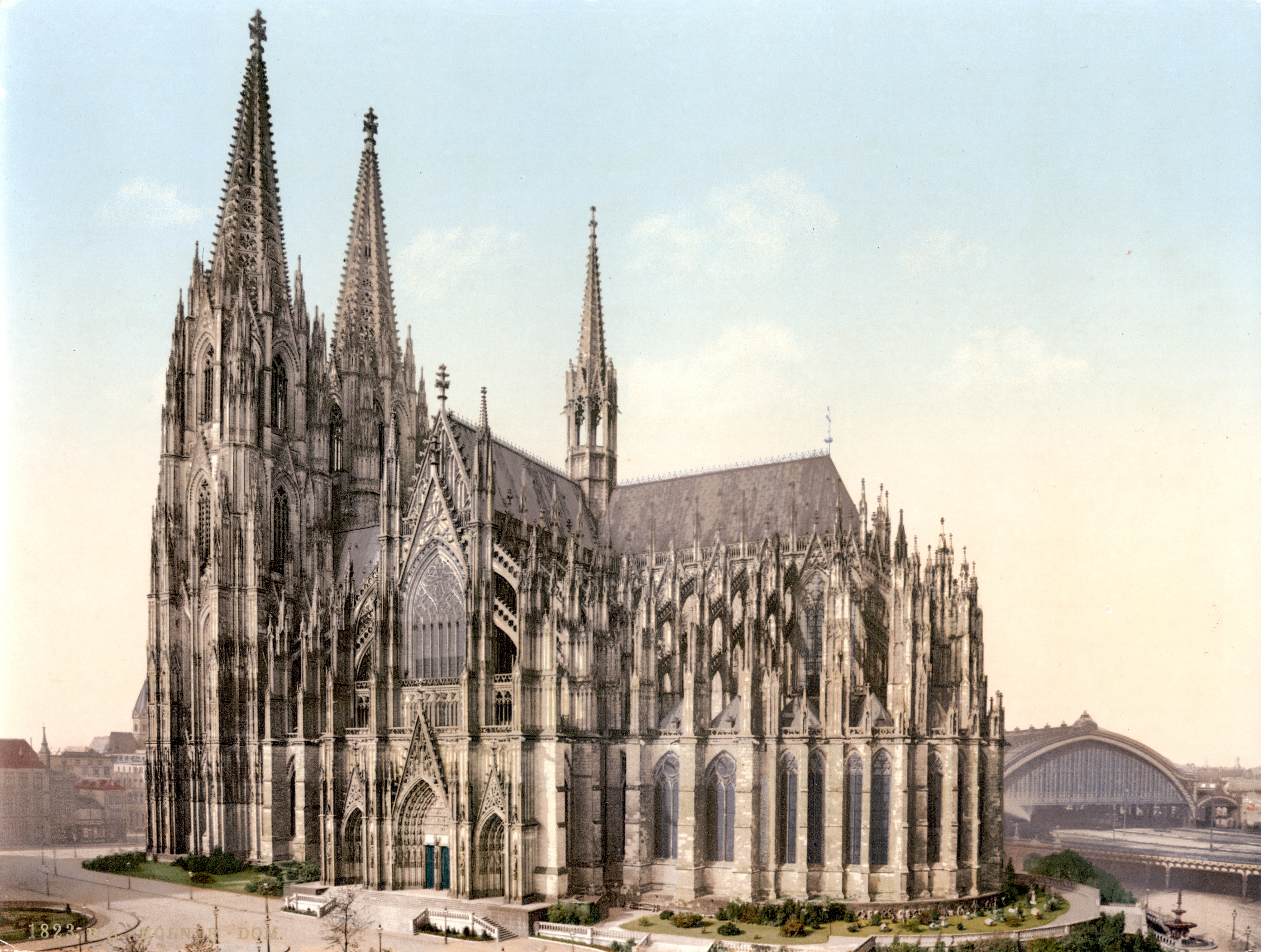
1900年时的科隆主教座堂

直到19世纪初，随着德意志民族意识的觉醒，作为德国统一象征的科隆主教座堂获得了越来越重要的意义。另外，当时盛行德国的浪漫主义风气使得人们对中世纪重新感兴趣，教堂的最终完工也再次获得机遇。1842年9月2日，教堂在普鲁士国王腓特烈·威廉四世的支持下重新开工。1880年，教堂在开工600多年之后终于按照最初的设计完工。157米高的双塔使得它成为当时世界上最高的建筑。德国皇帝威廉一世于1880年10月15日在科隆主持了盛大的落成庆典，然而庆典仪式由于具有新教背景的德国王室和天主教会之间的矛盾冲突而蒙上了不快的阴影。

### 完工后的历史

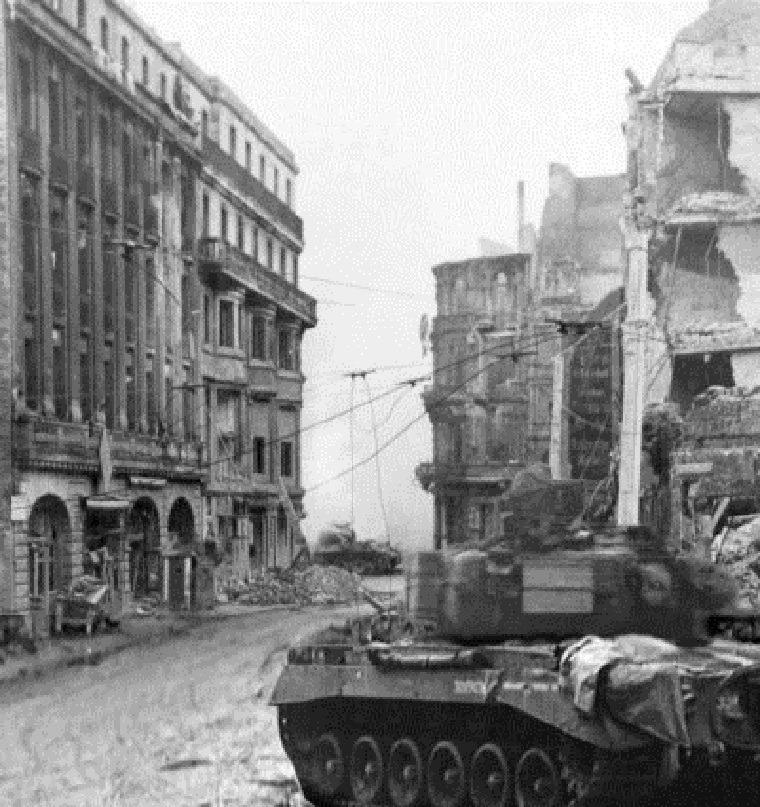
E连的M26潘興戰車（车长Robert Early）正准备向对街守衛科隆的豹式戰車开火。

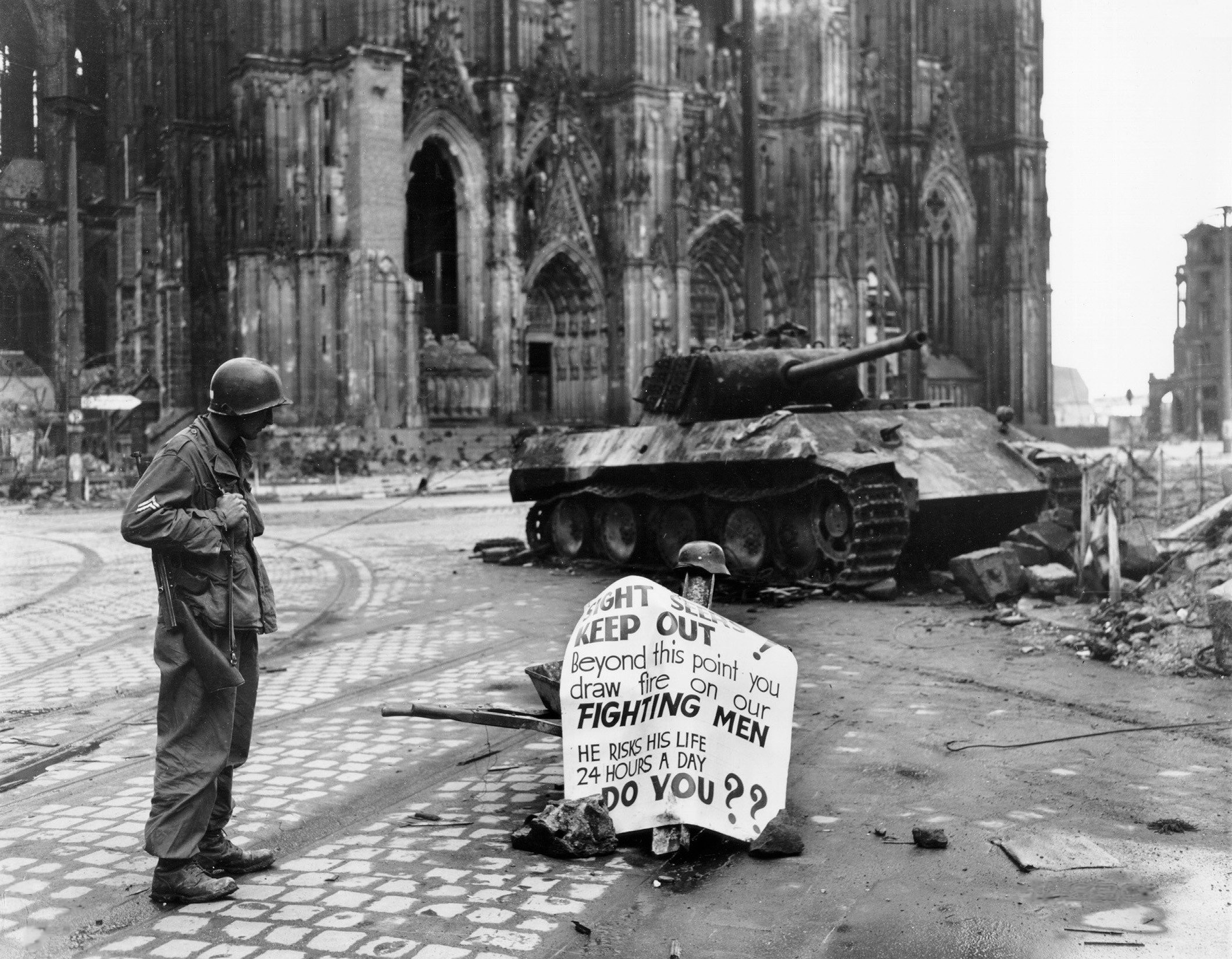
1945年4月4日一位美国士兵和被M26潘興戰車击毁的豹式坦克在主教座堂前的广场上。

科隆主教座堂在第二次世界大战中受到相当程度的损坏，被炮弹击中共约70次。尤其是北塔塔基，在战后的几十年里都依靠临时的砖结构加固才逃脱倒塌的命运。1948年在尚未完全修复的教堂里举行了庆祝开工700周年的仪式。1956年重新对信徒开放。1996年，聯合國教科文組織将其列為世界文化遺產。2004年，联合国教科文组织将科隆主教座堂列入濒危世界遺產名录，原因是科隆市规划在教堂四周建设高层楼房，这将影响科隆主教座堂周围的空间环境，对教堂的整体风貌造成破坏。 2006年，科隆主教座堂脱离濒危世界遺產名录。

## 教堂内部
有104个座位，具中世纪晚期风格的唱诗台是德国最大的，它的特别之处在于各有一个预留给教皇和皇帝的座位。祭坛里镀金的三王圣龛装饰精美，由于内部存放了被认为是属于东方三博士的遗骨，这个祭坛因而被认为是西方最重要的祭坛。教堂内的彩绘玻璃也远近闻名。
教堂顶上一共安置了12口钟。最早的是3.4吨重的三王鐘（Dreikönigenglocke），铸造于1418年，安装于1437年（后来三次重新铸造，最近一次于1880年）。之后是重达10吨的"Pretiosa"（当时西方最大的钟）和4.3吨重的"Speciosa"，分别于1448年和1449年安装。而教堂内目前最大的钟是圣彼得钟，重达24吨，直径3.22米，安装于1924年。

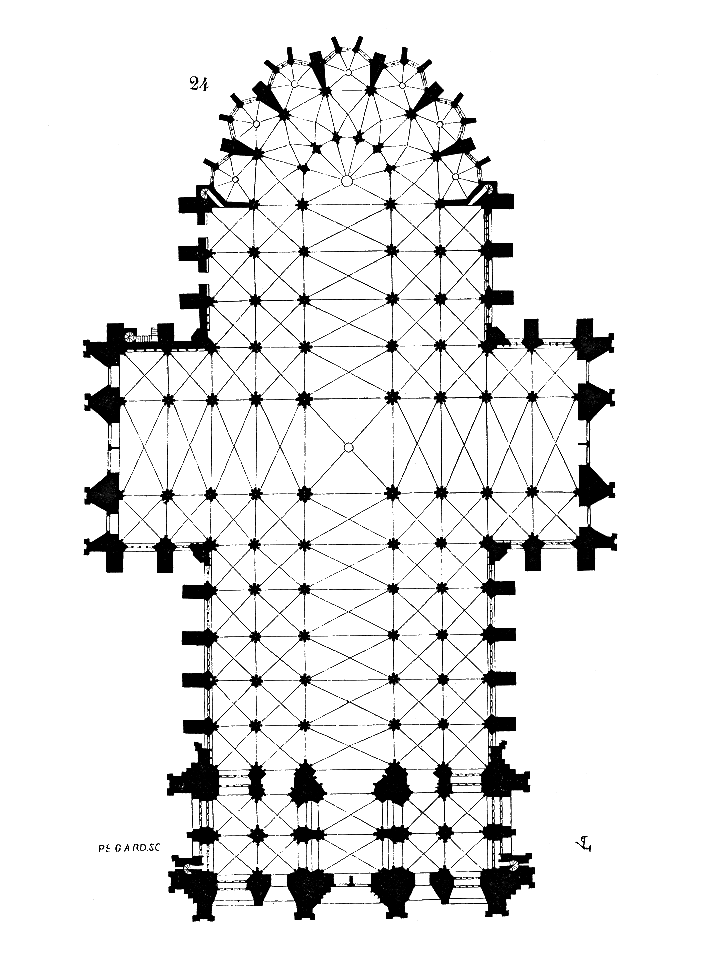
教堂平面图
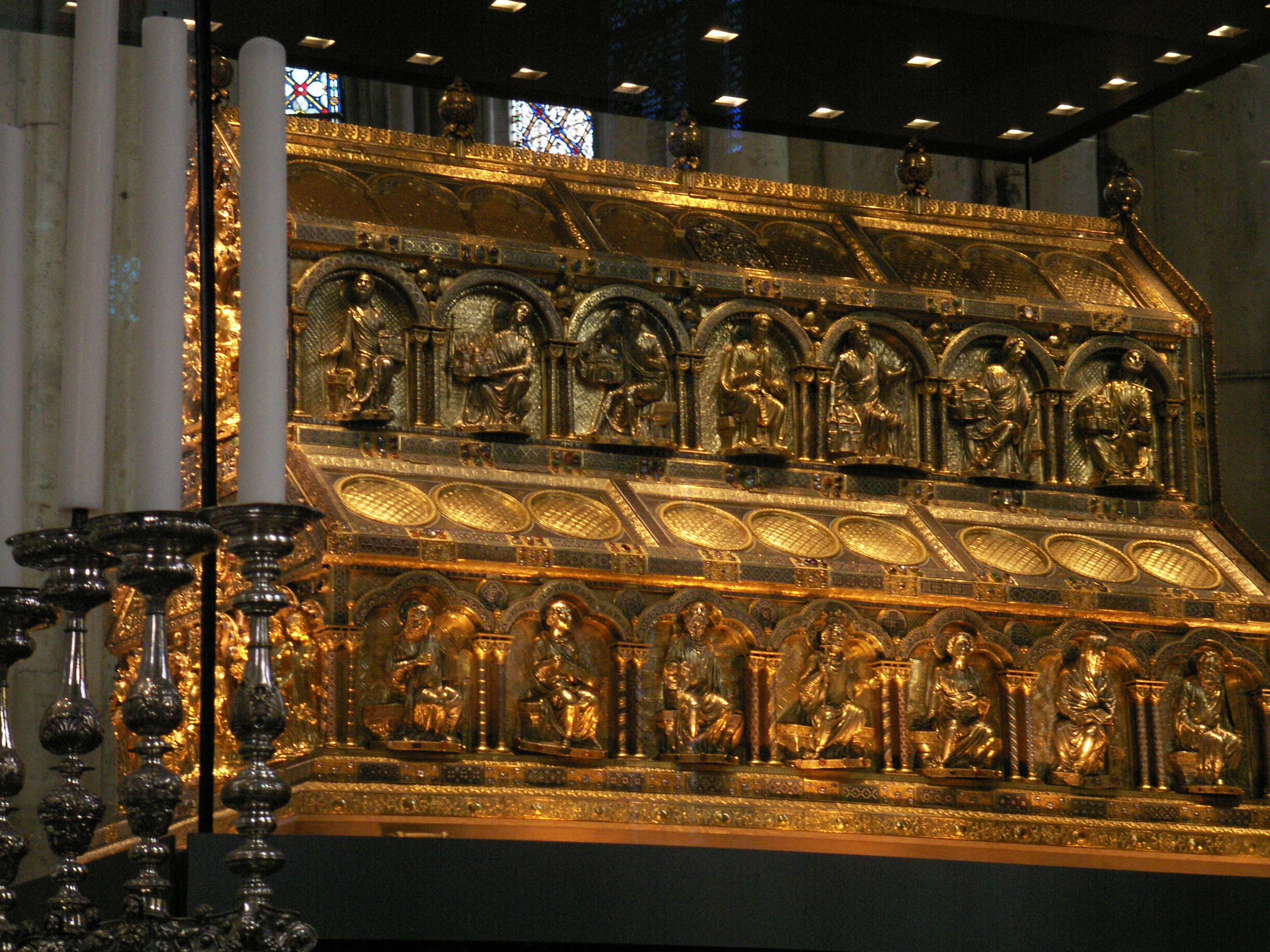
三王圣龛
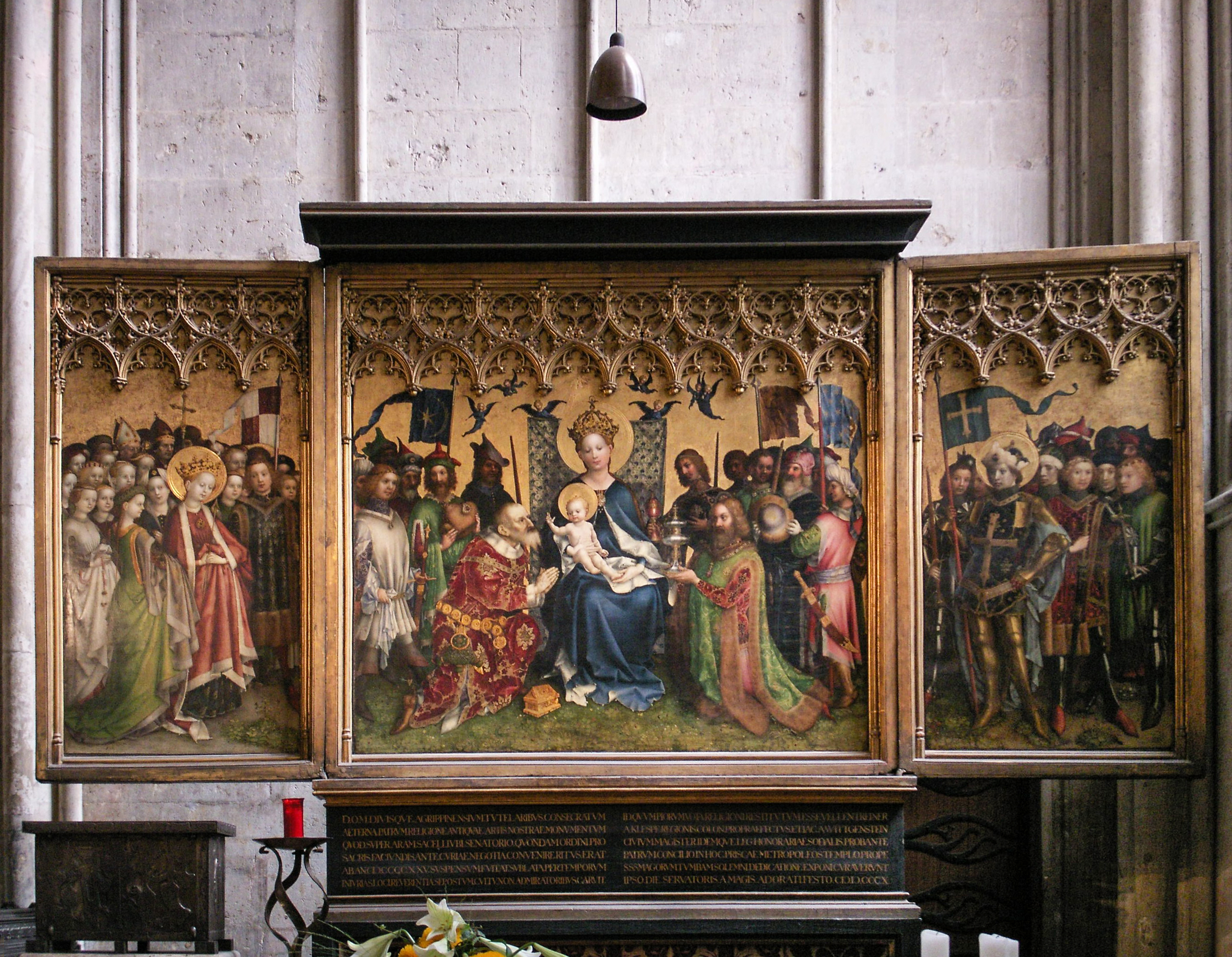
Stefan Lochner的东方三博士朝拜圣婴图
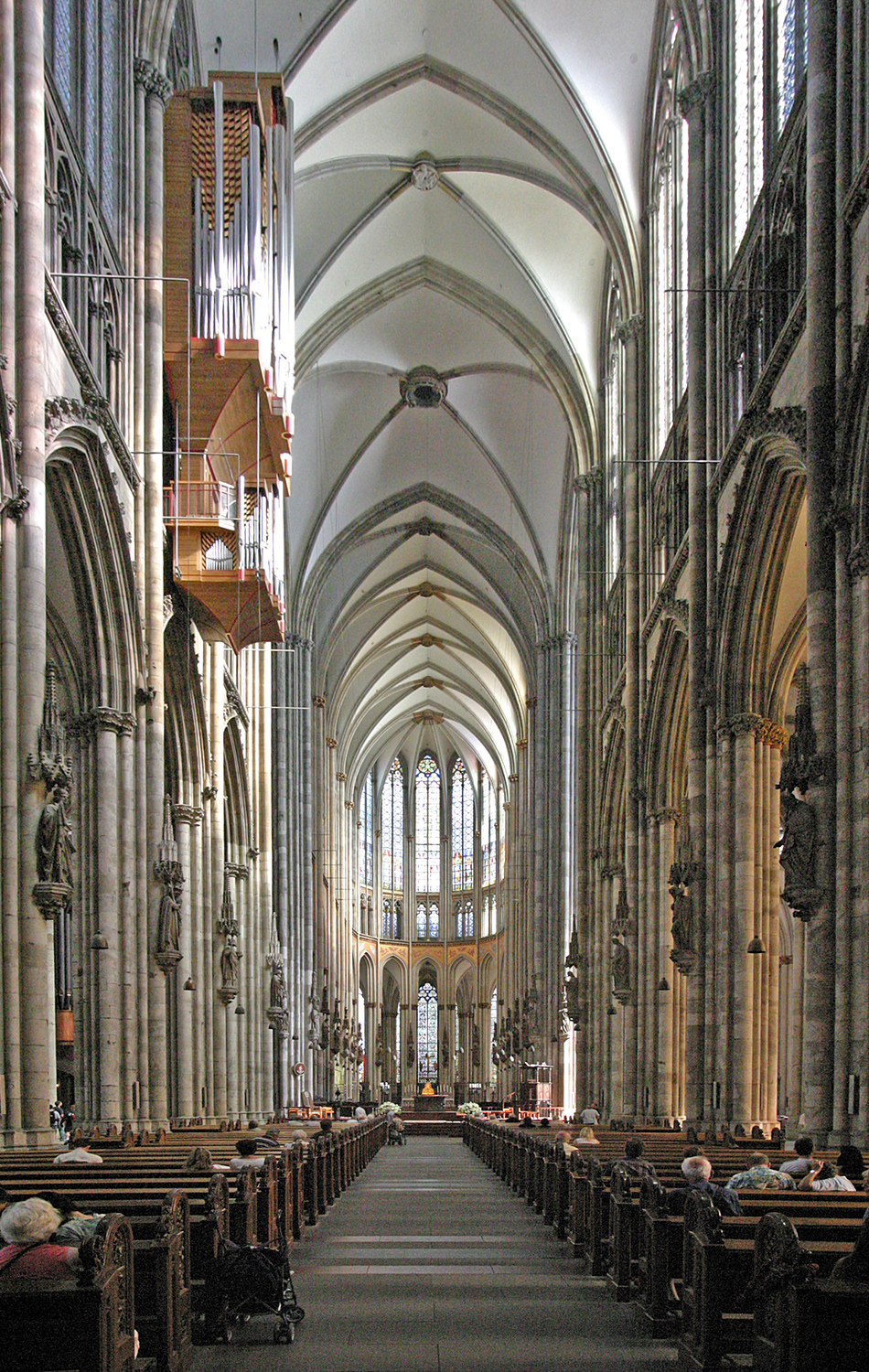
教堂中殿，高達43米，座位超過5500個，左上方為管風琴之一
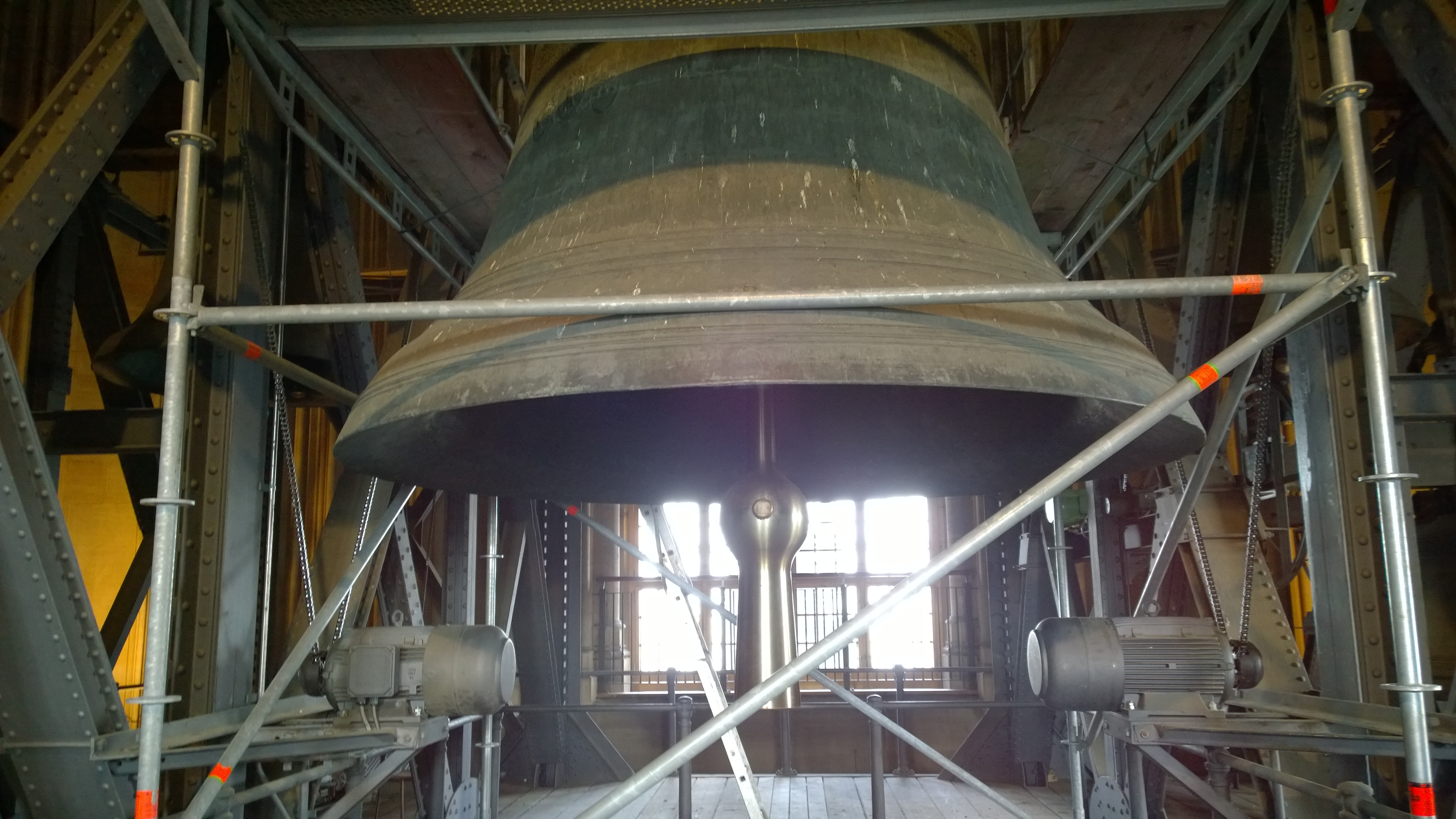
教堂頂部，彼得鐘

## 規模
科隆大教堂的地基是羅馬式十字架型。
| 外部总长             | 144,58 m                        |
| 外部总宽             | 86,25 m                         |
| 耳堂立面宽度         | 39,95 m                         |
| 中殿宽度             | 45,19 m                         |
| 西部立面宽度         | 61,54 m                         |
| 北塔高度             | 157,38 m                        |
| 南塔高度             | 157,31 m                        |
| 到塔尖的台阶数       | 533 (97,25 m = 152,5 m über NN) |
| 能响的钟数           | 11                              |
| 最大的钟             | Ø 3,22 m, 24.000 kg             |
| 耳堂立面高度         | 69,95 m                         |
| 屋脊小塔高度         | 109,00 m                        |
| 屋脊高度             | 61,10 m                         |
| 中殿内部高度         | 43,35 m                         |
| 侧廊内部高度         | 19,80 m                         |
| 估计建筑面积         | 7914 m²                         |
| 估计窗户面积         | 10.000 m²                       |
| 估计屋顶面积         | 12.000 m²                       |
| 不包括扶壁的封闭空间 | 407.000 m³                      |
| 混响时间             | 13 秒                           |
| 西部立面面积         | 7000 m²                         |
| 估计总重             | 300.000 t                       |
| 休息区面积           | ca. 1200                        |
| 站立区面积           | ca. 2800                        |
| 年维护费用           | ca. 7.000.000 €                 |
| 雨漏数量             | 108                             |

## 画廊

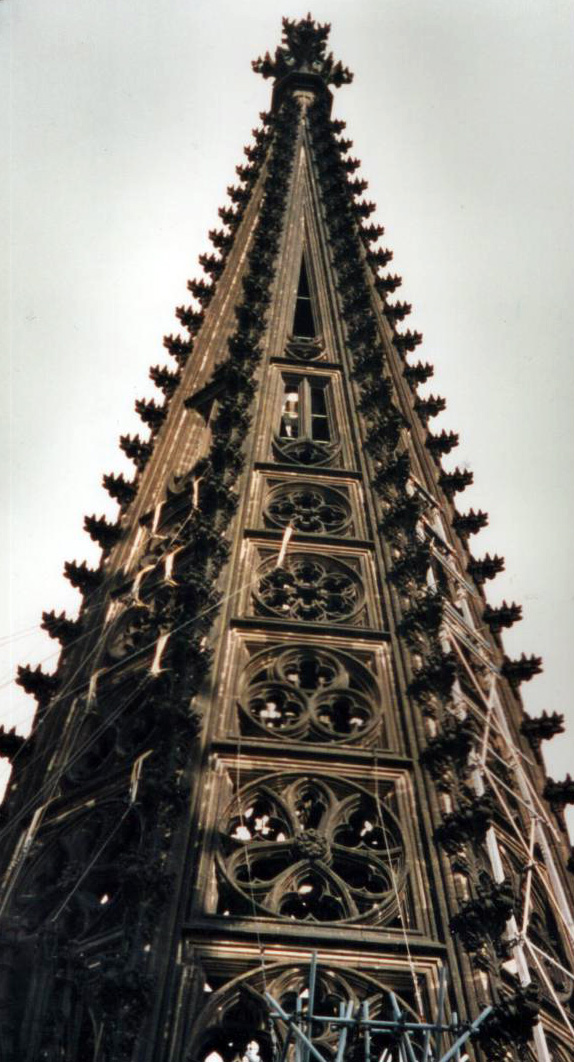
塔尖外观
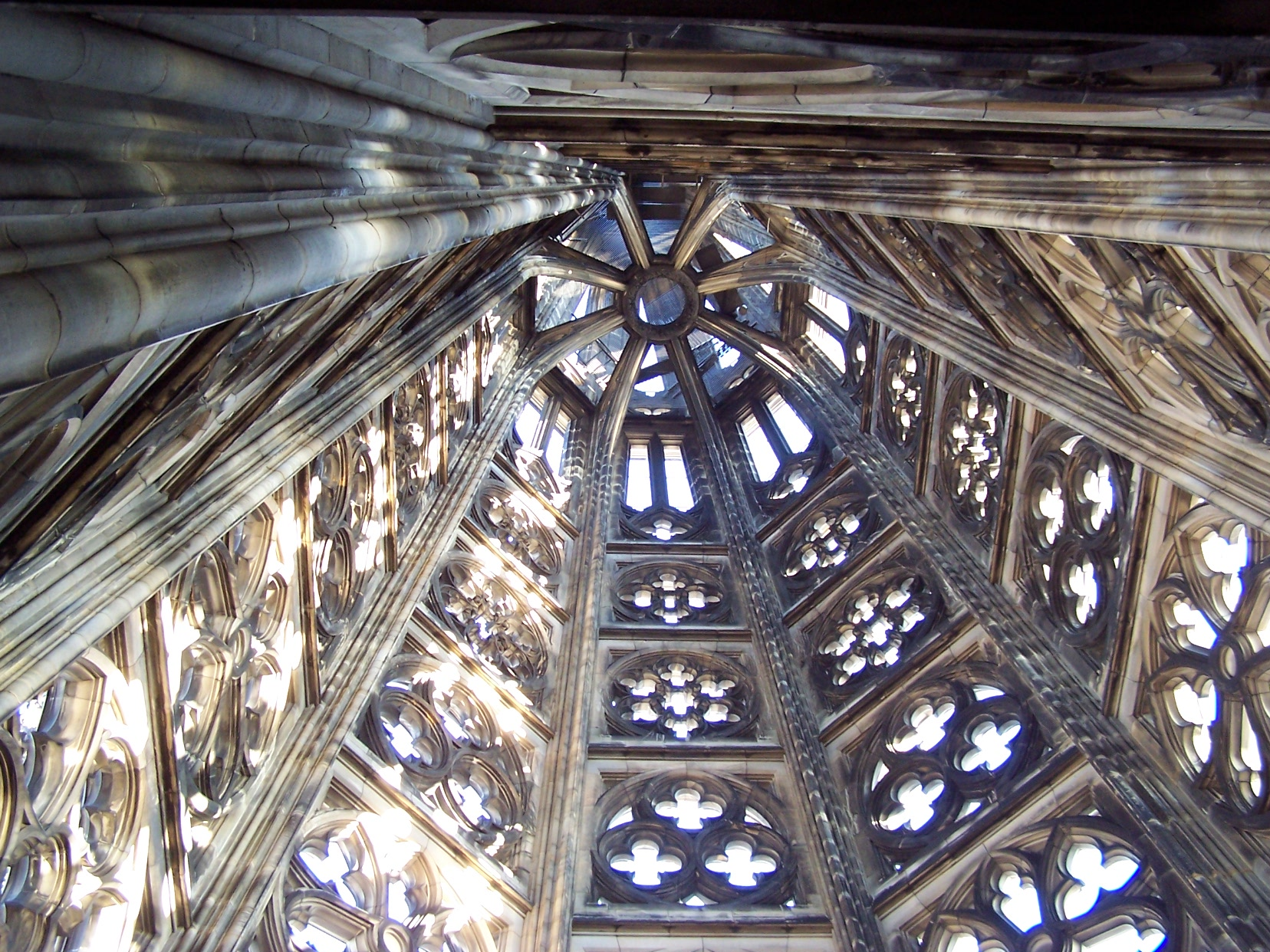
塔顶内部
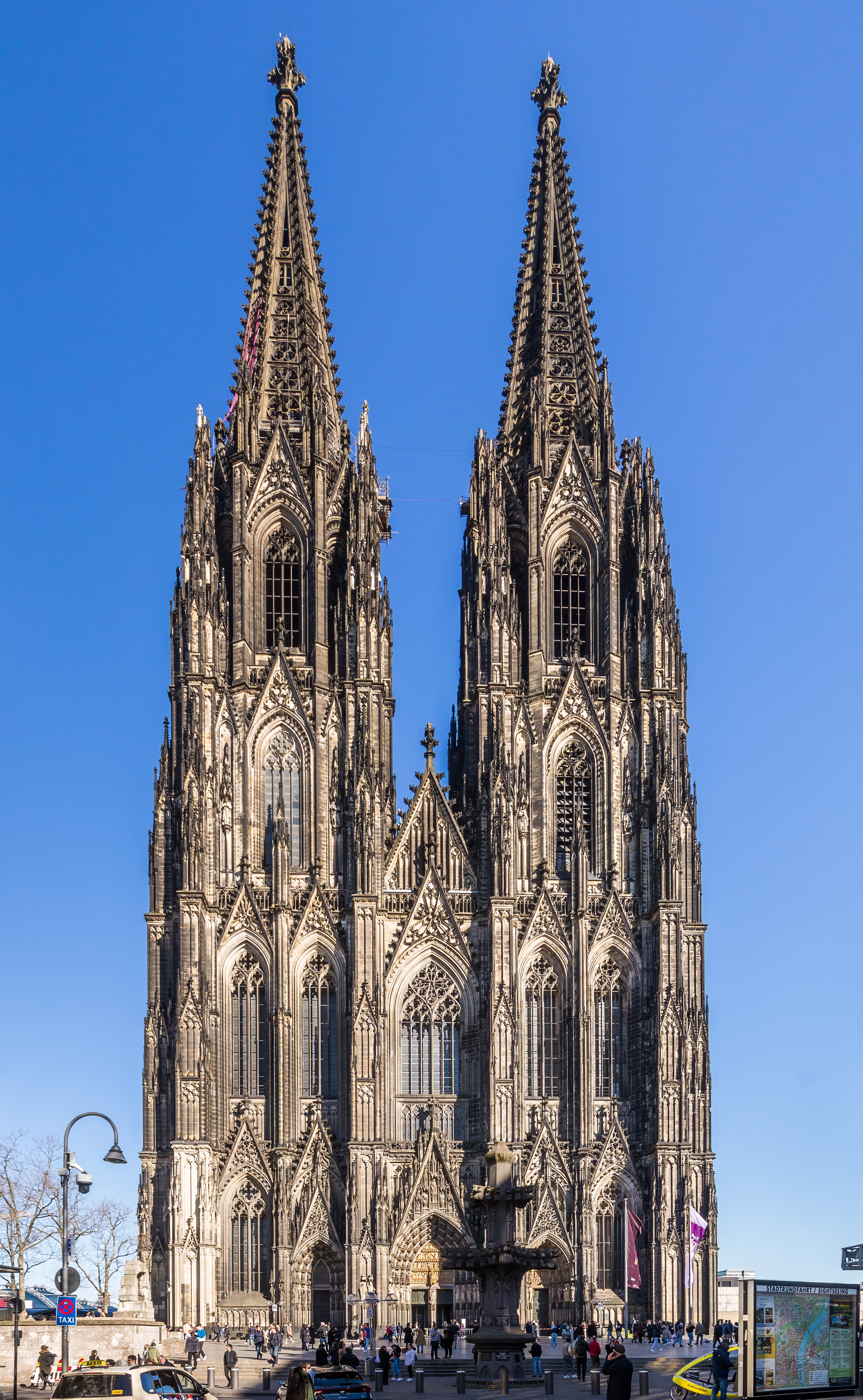
教堂双塔
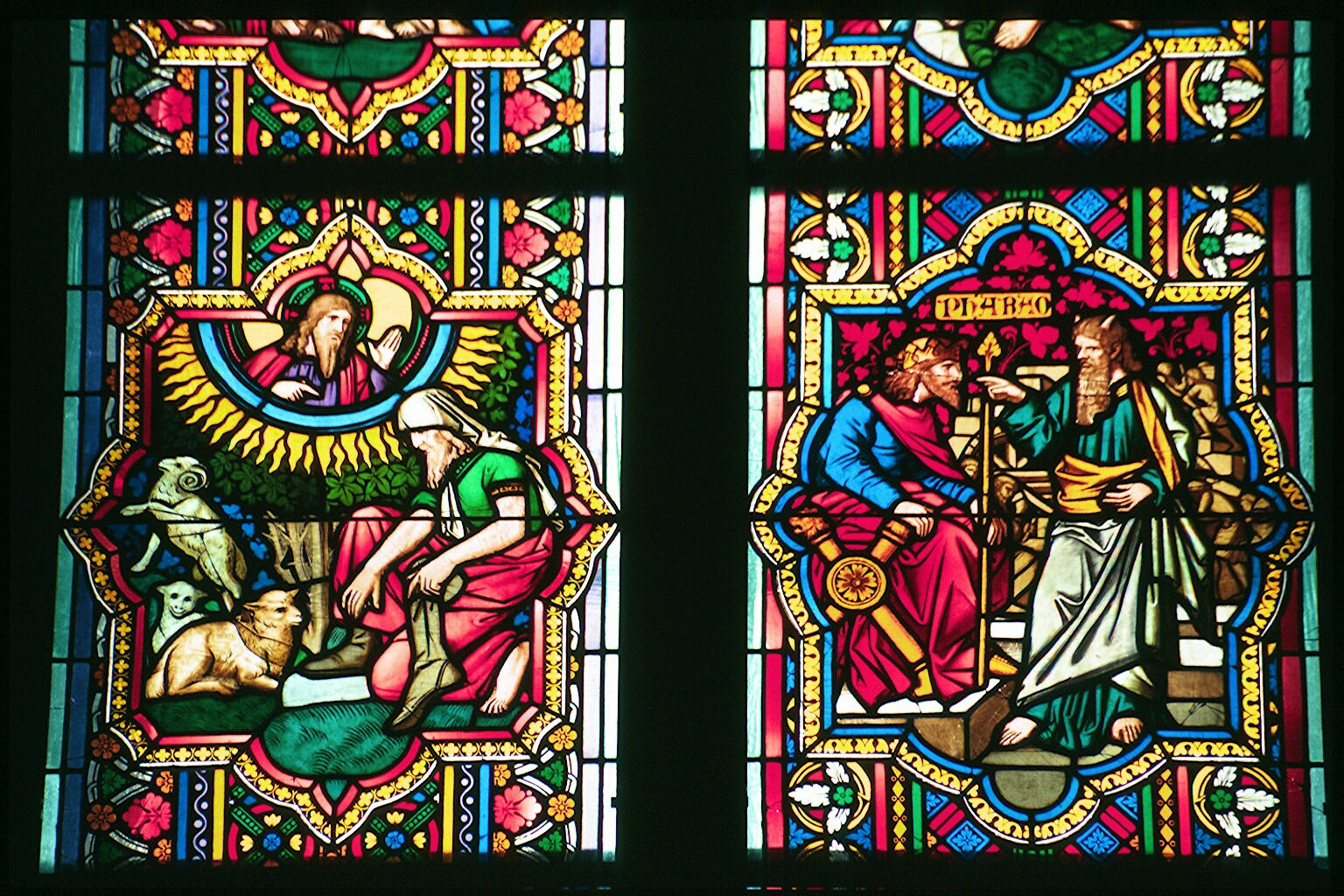
窗画
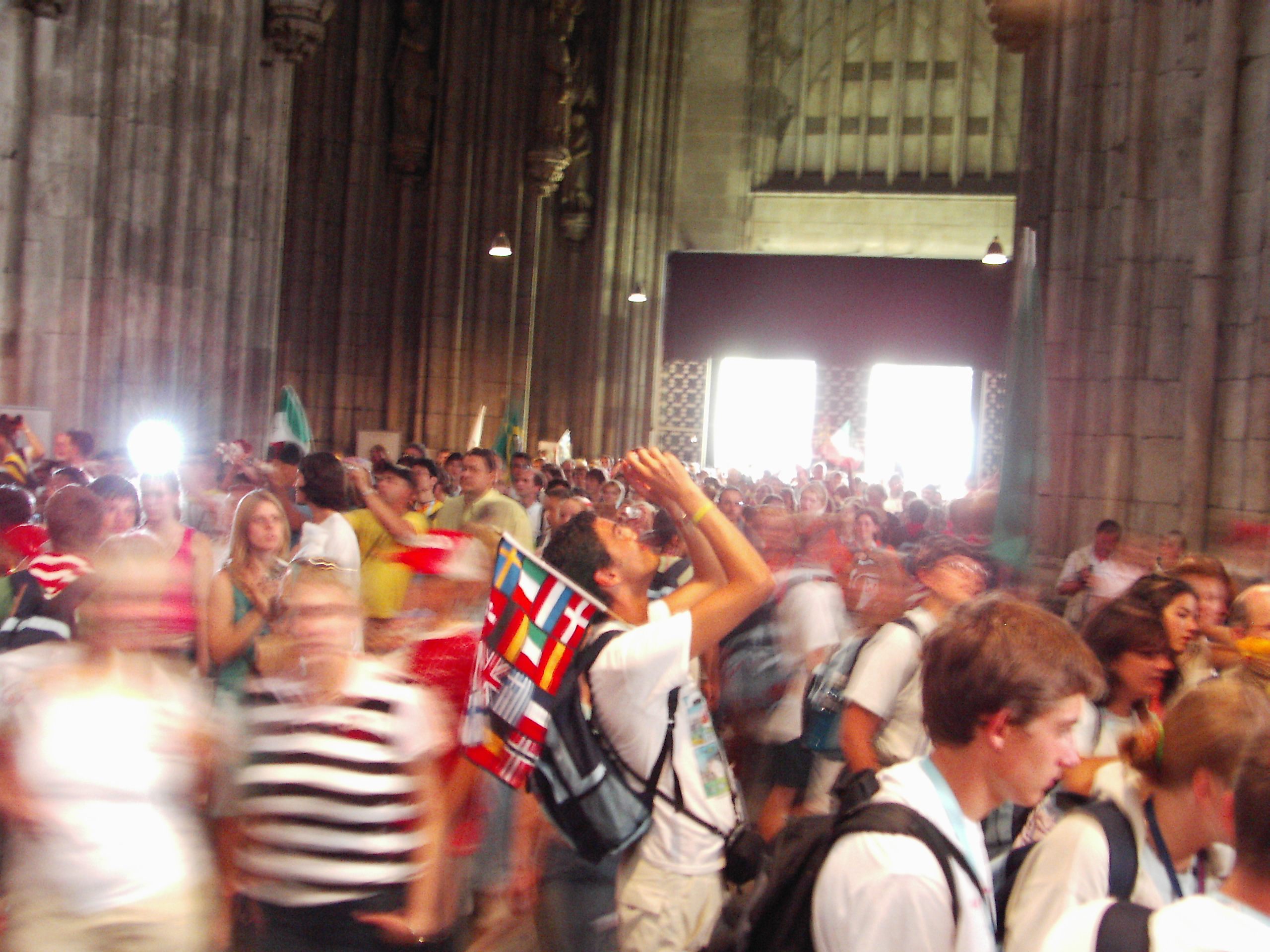
2005年世界青年日期间，教堂共接待差不多100万访客。
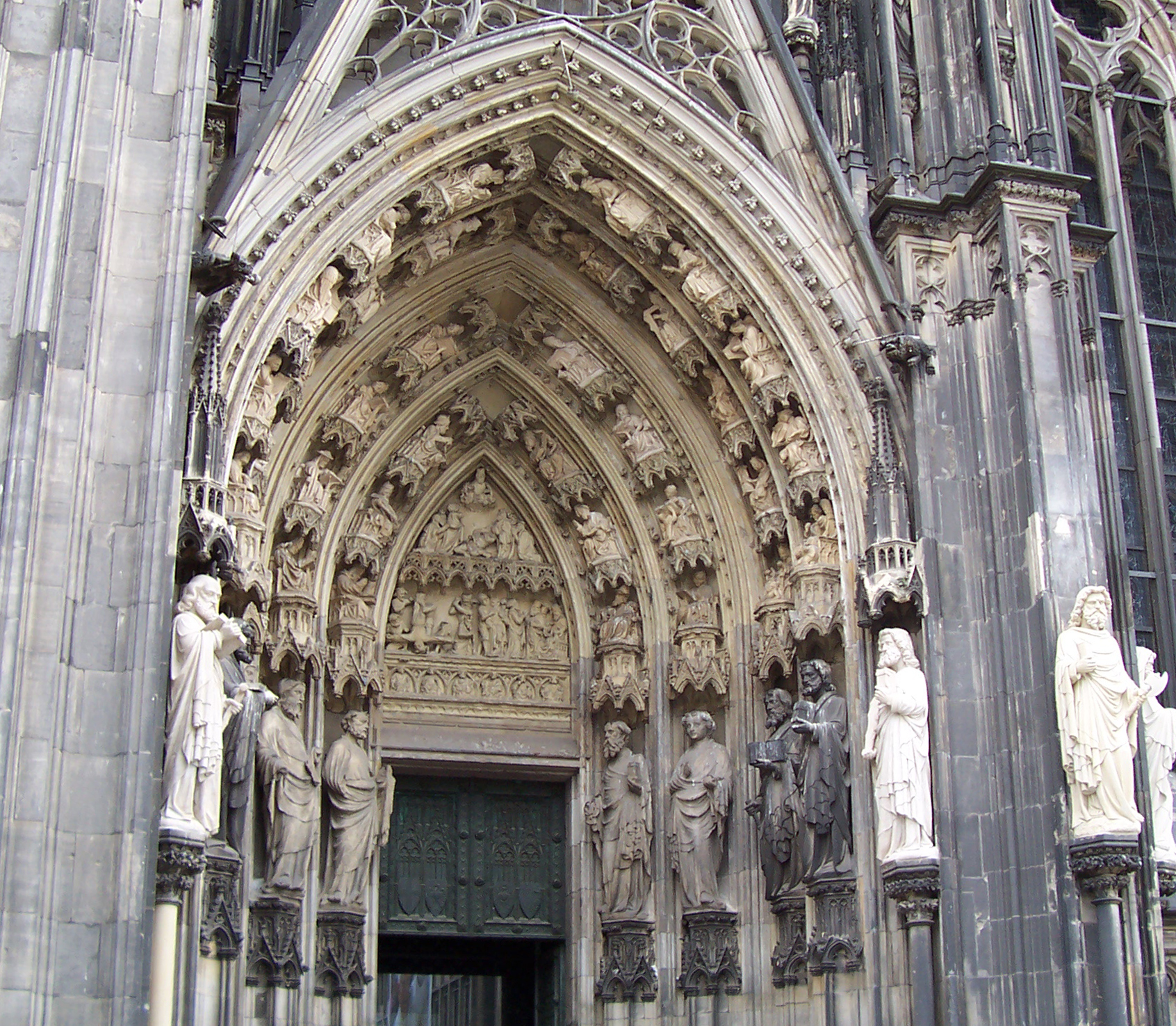
一主要入口上的浮雕
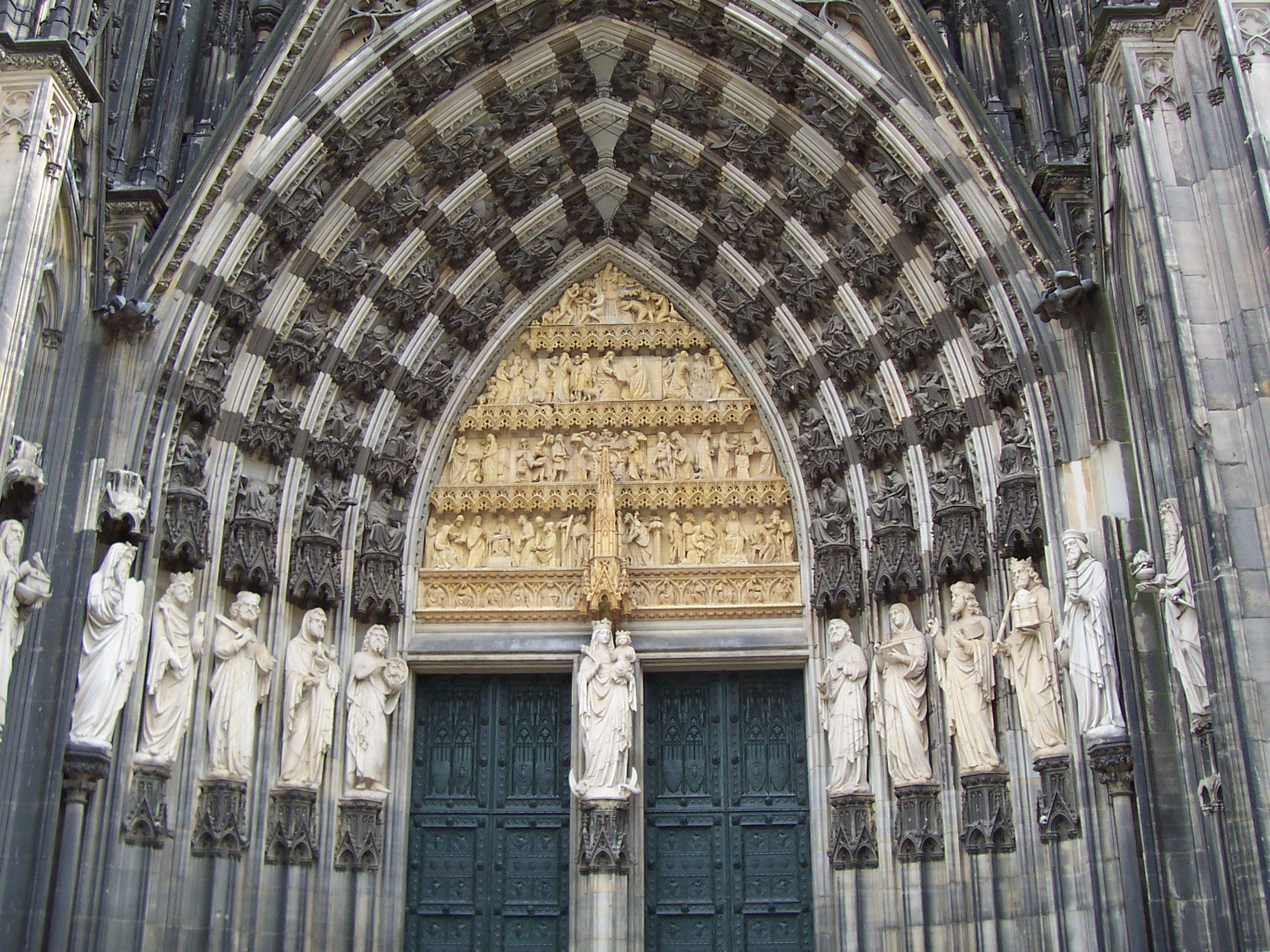
教堂正门
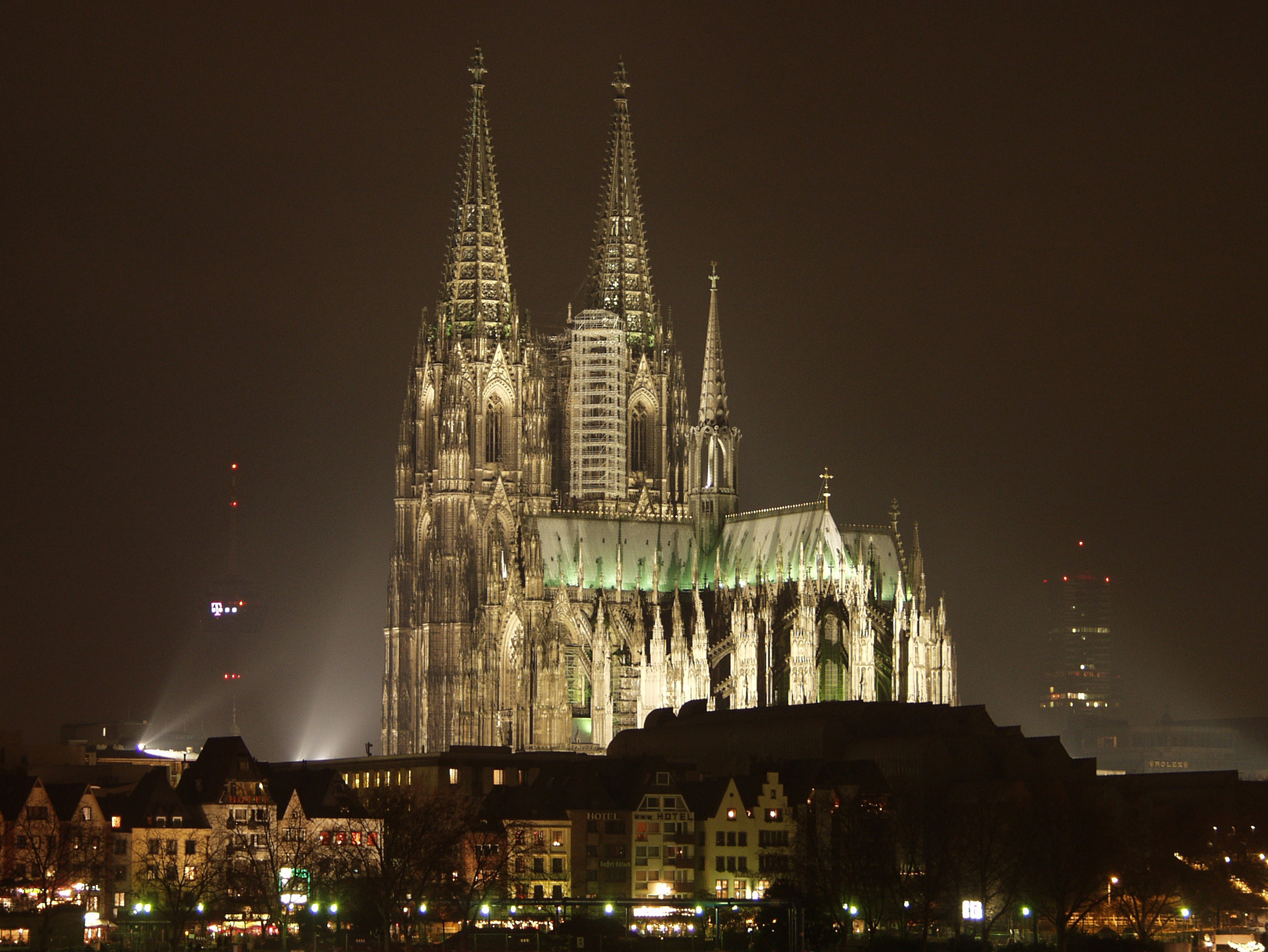
夜色
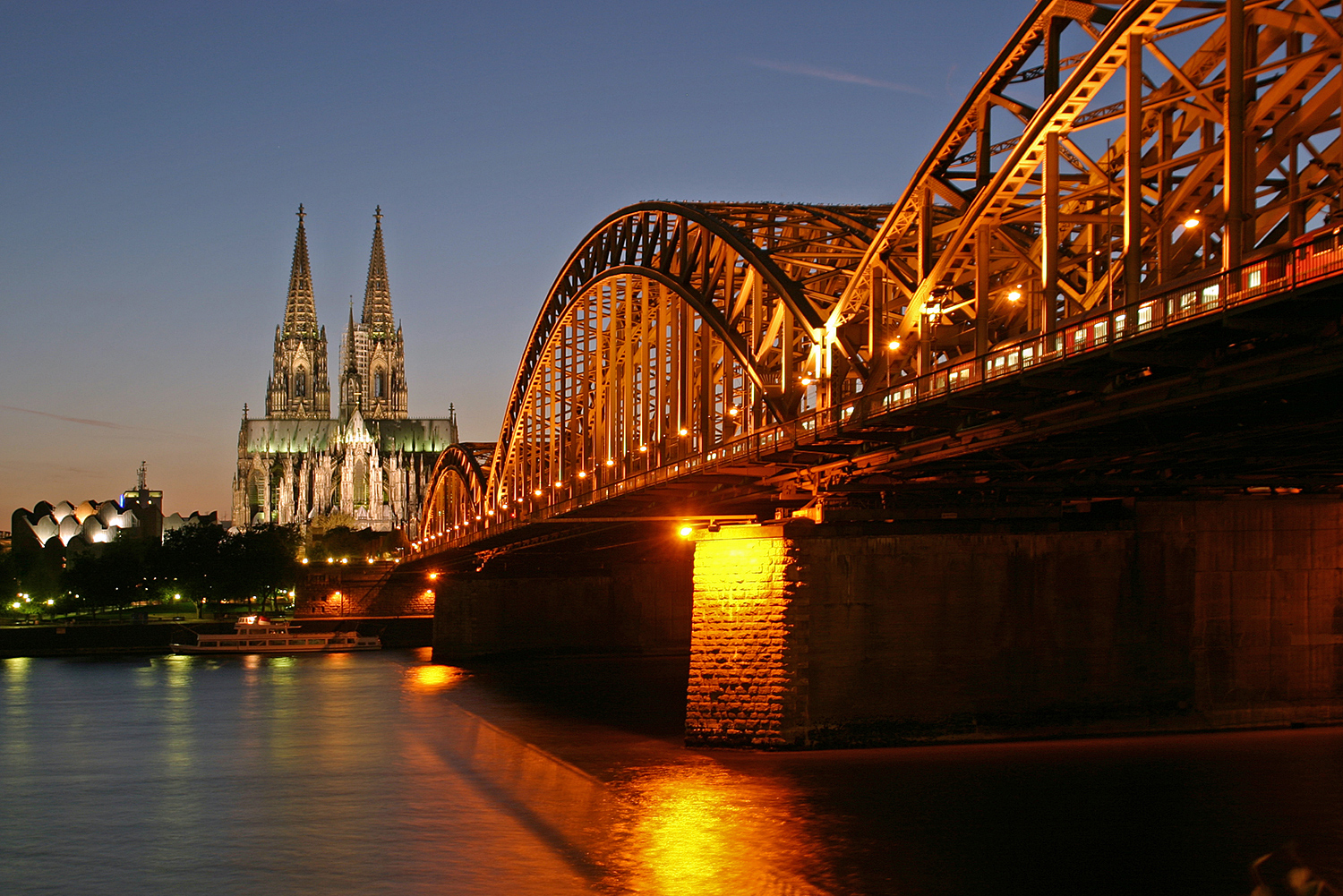
从莱茵河对岸的Deutz眺望主教座堂
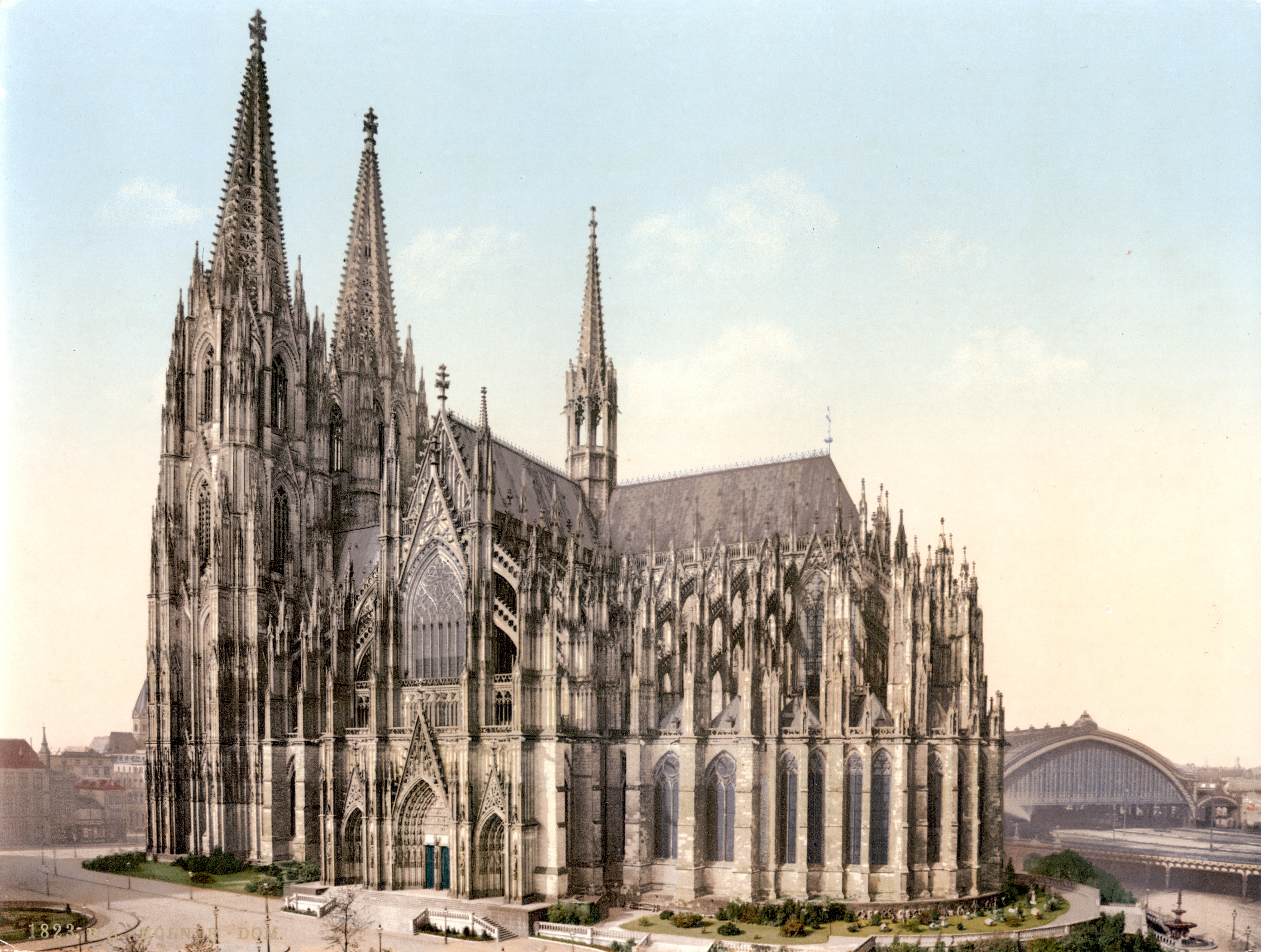
1900年左右的教堂旧景.
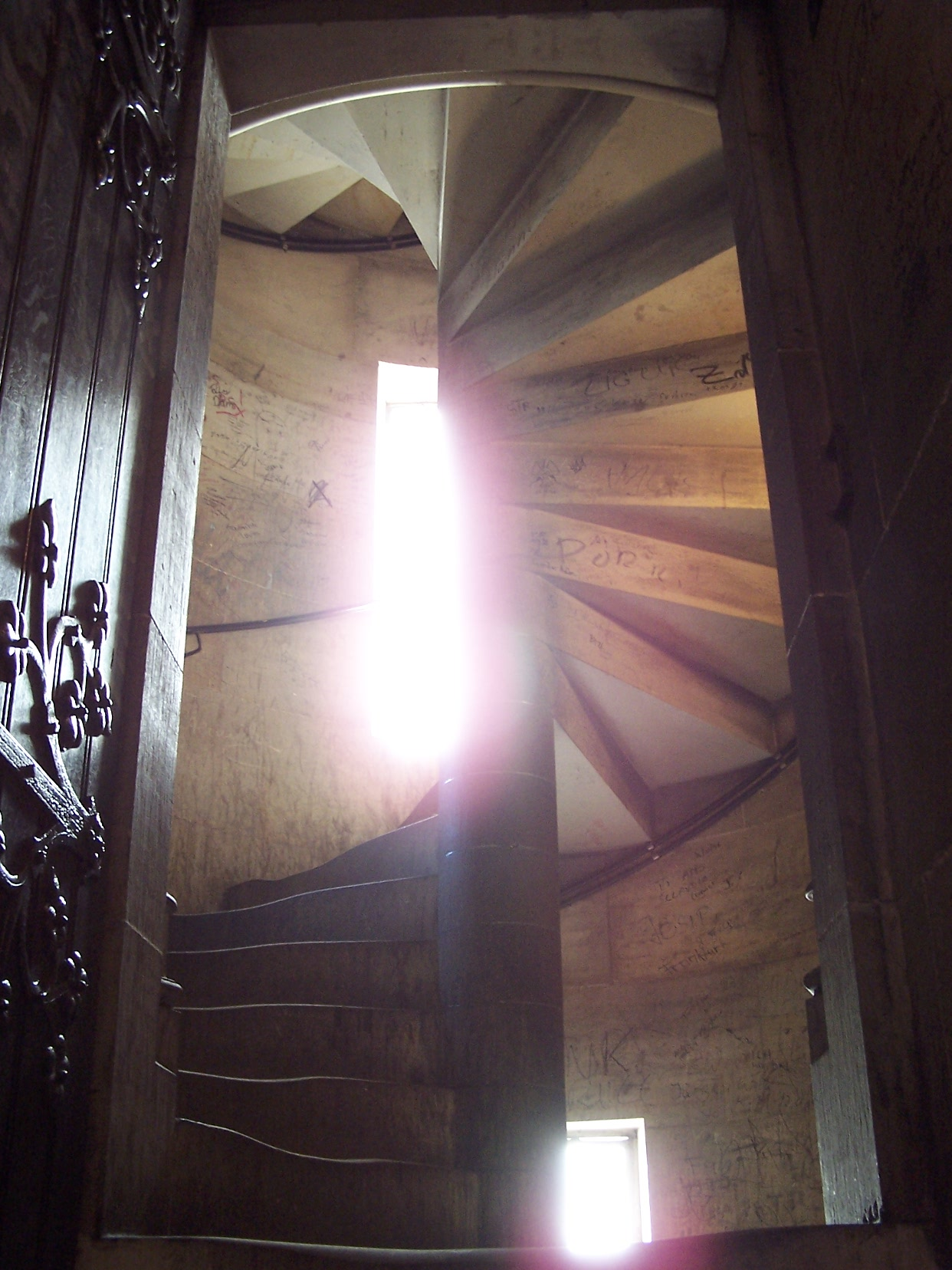
塔楼的楼梯井
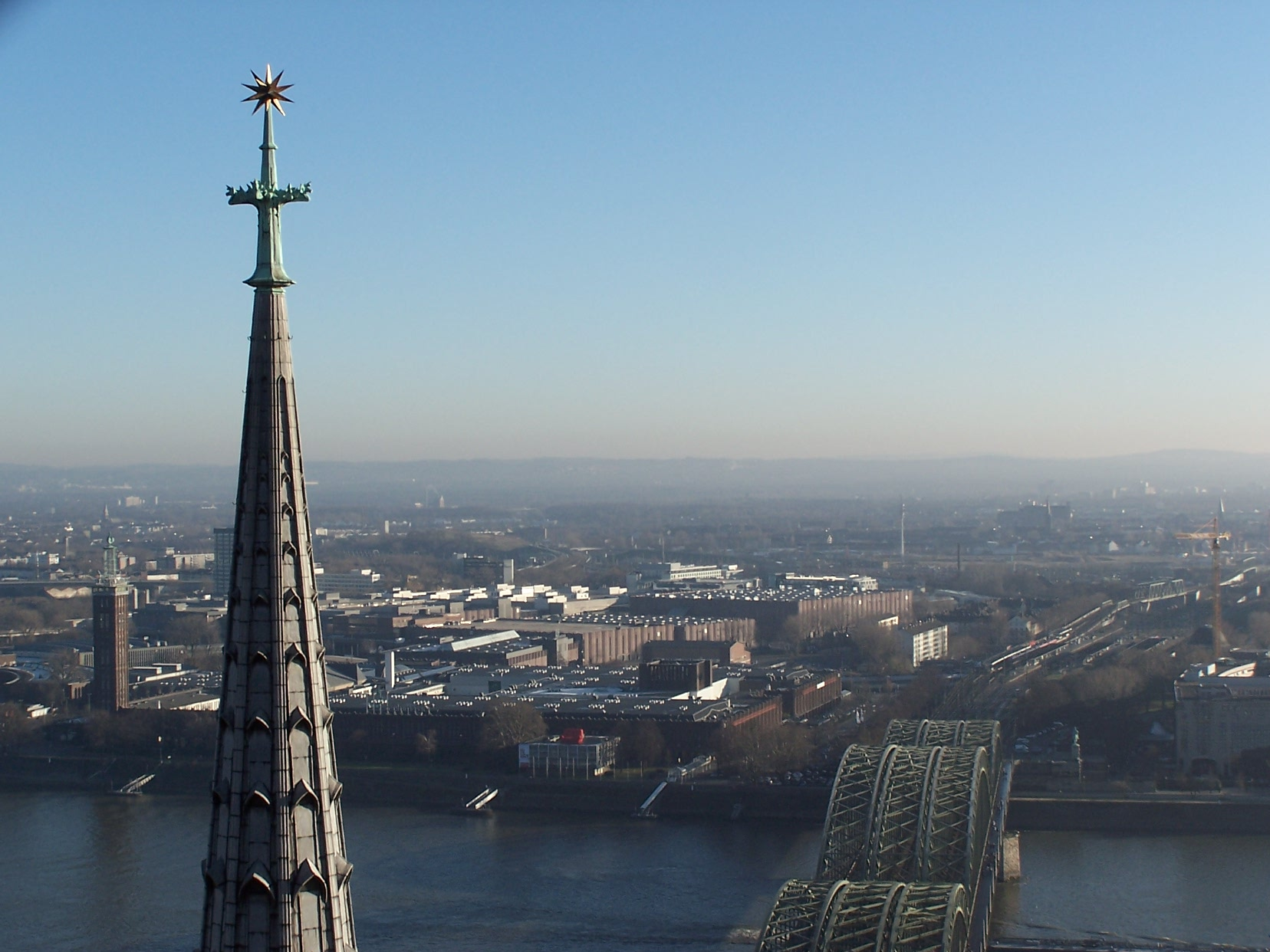
从双塔眺望莱茵河
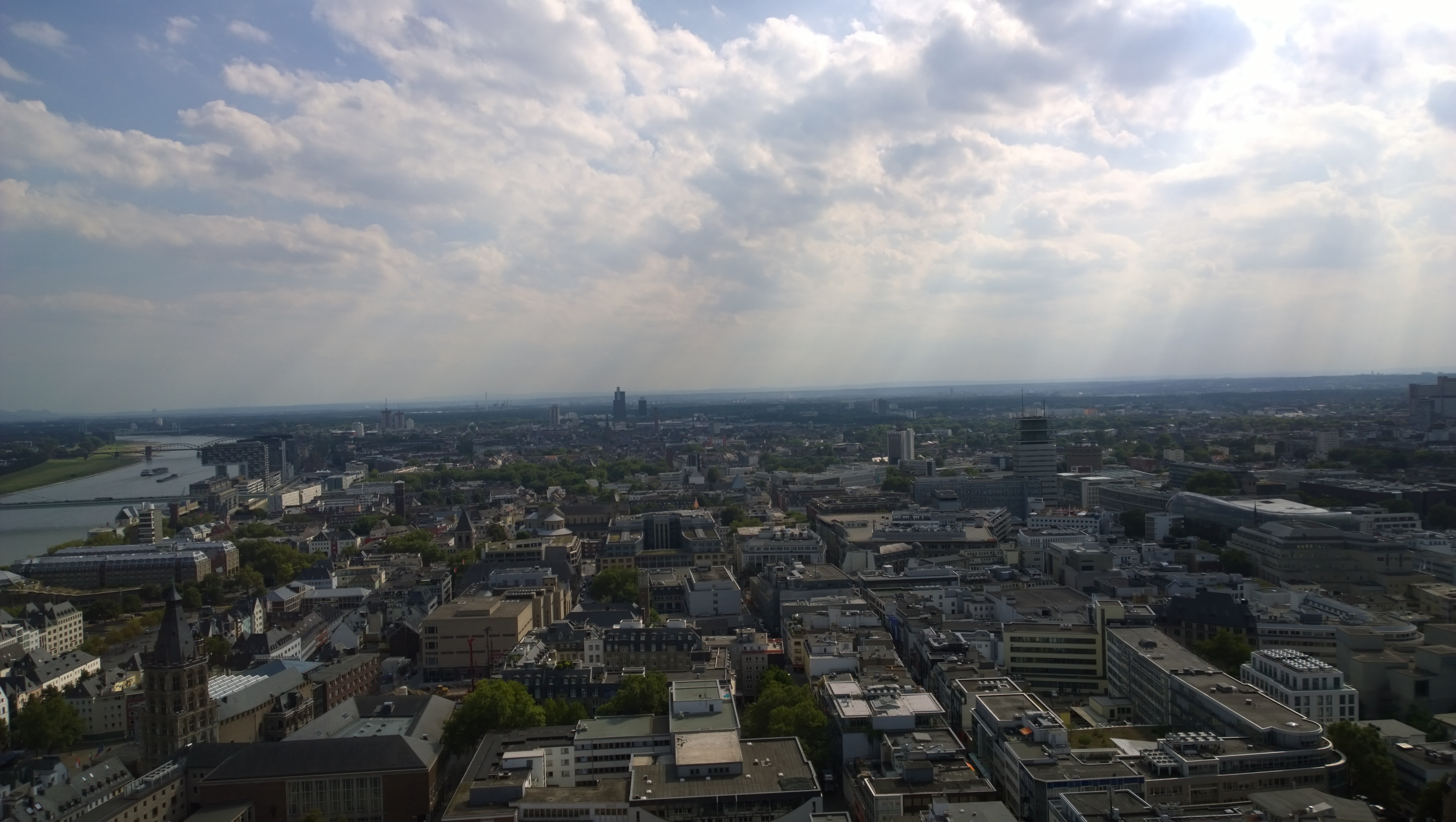
從雙塔眺望科隆市區

## 外部連結
- 科隆主教座堂官方網站 (德文、英文)
- 中國網對科隆主教座堂的介紹（页面存档备份，存于）